# Katsuragi (1887)
El Katsuragi (葛城?) fue el primero de los buques de la Clase Katsuragi de los inicios de la Armada Imperial Japonesa. Su nombre fue posteriormente utilizado para el Katsuragi, el tercer miembro de la Clase Unryū de portaaviones.

## Historial
El Katsuragi fue construido en Yokosuka al igual que su gemelo Musashi. Su diseño contaba con proa recta y una nueva disposición de las piezas de la artillería principal, que permitía su empleo tanto hacia el frente como por las bandas, lo que era una ventaja respecto a la previa Clase Kaimon.
En 1898 fue reclasificado como buque de defensa costera. En 1900 experimentó una puesta al día, retirándose el velamen de sus tres palos, ampliando el armamento y sustituyendo los tubos lanzatorpedos de 381 mm por otros de 457 mm. El 13 de octubre de 1900 encalló, pero fue reflotado al año siguiente y posteriormente reparado.
En 1907 fue retirado como unidad militar y convertido en buque de investigación hidrográfica. Cesó su actividad en 1912, siendo vendido al año siguiente y desguazado.